# Cemitério do Schaerbeek

Cemitério do Schaerbeek é um cemitério pertencente à comuna de Schaerbeek (Bruxelas) e onde os habitantes de Schaerbeek têm o direito de ser enterrado.

## Pessoas enterradas no cemitério de Schaerbeek
- Louis Bertrand (1856-1943)
- Ernest Cambier (1844-1909)
- Andrée de Jongh (1916-2007)
- Henri Jaspar (1870-1939)
- René Magritte (1898-1967)
- Marcel Mariën (1920-1993)
- Henry Stacquet (1838-1906)

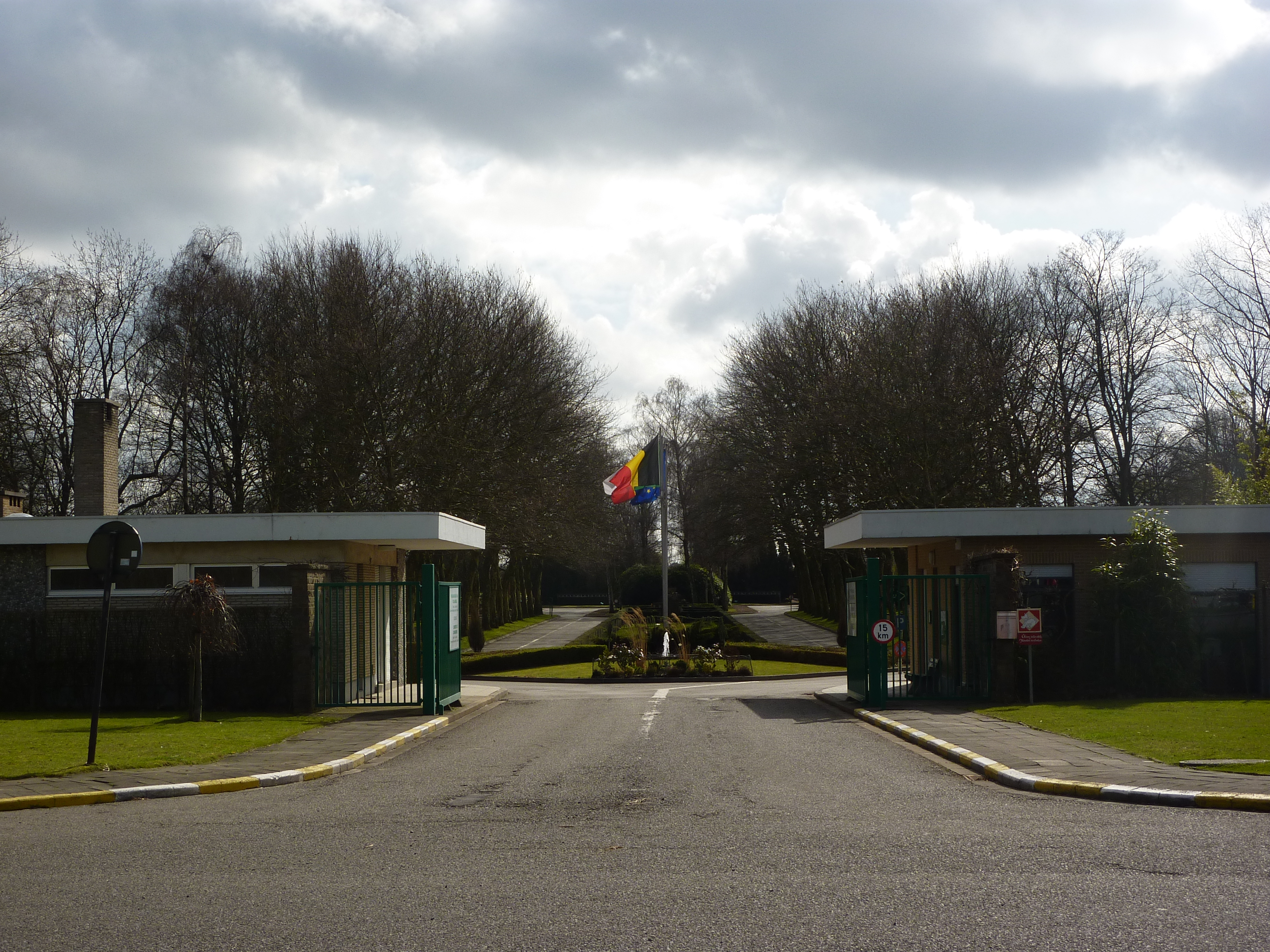
Cemitério do Schaerbeek
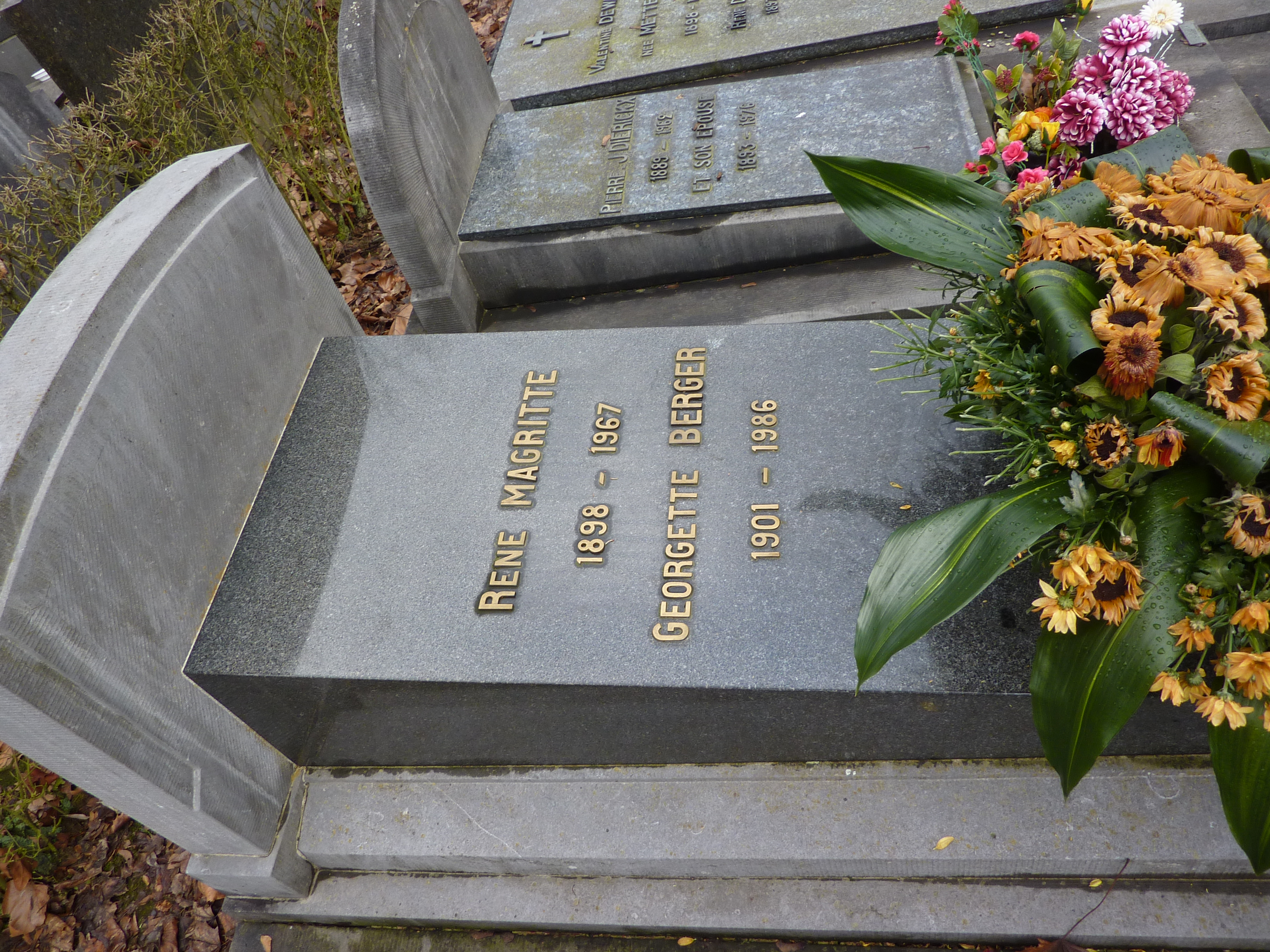
Túmulo de René Magritte
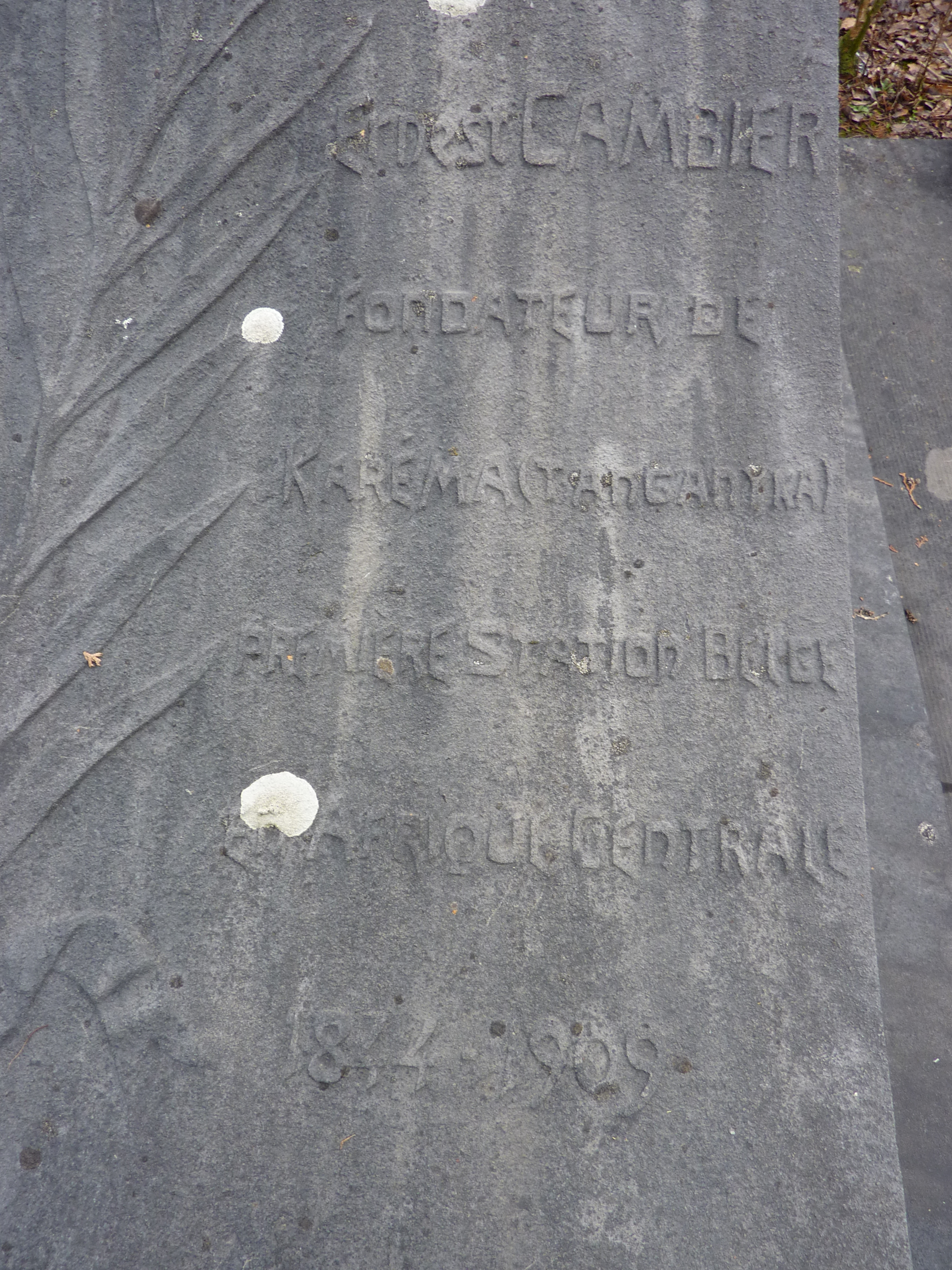
Túmulo de Ernest Cambier
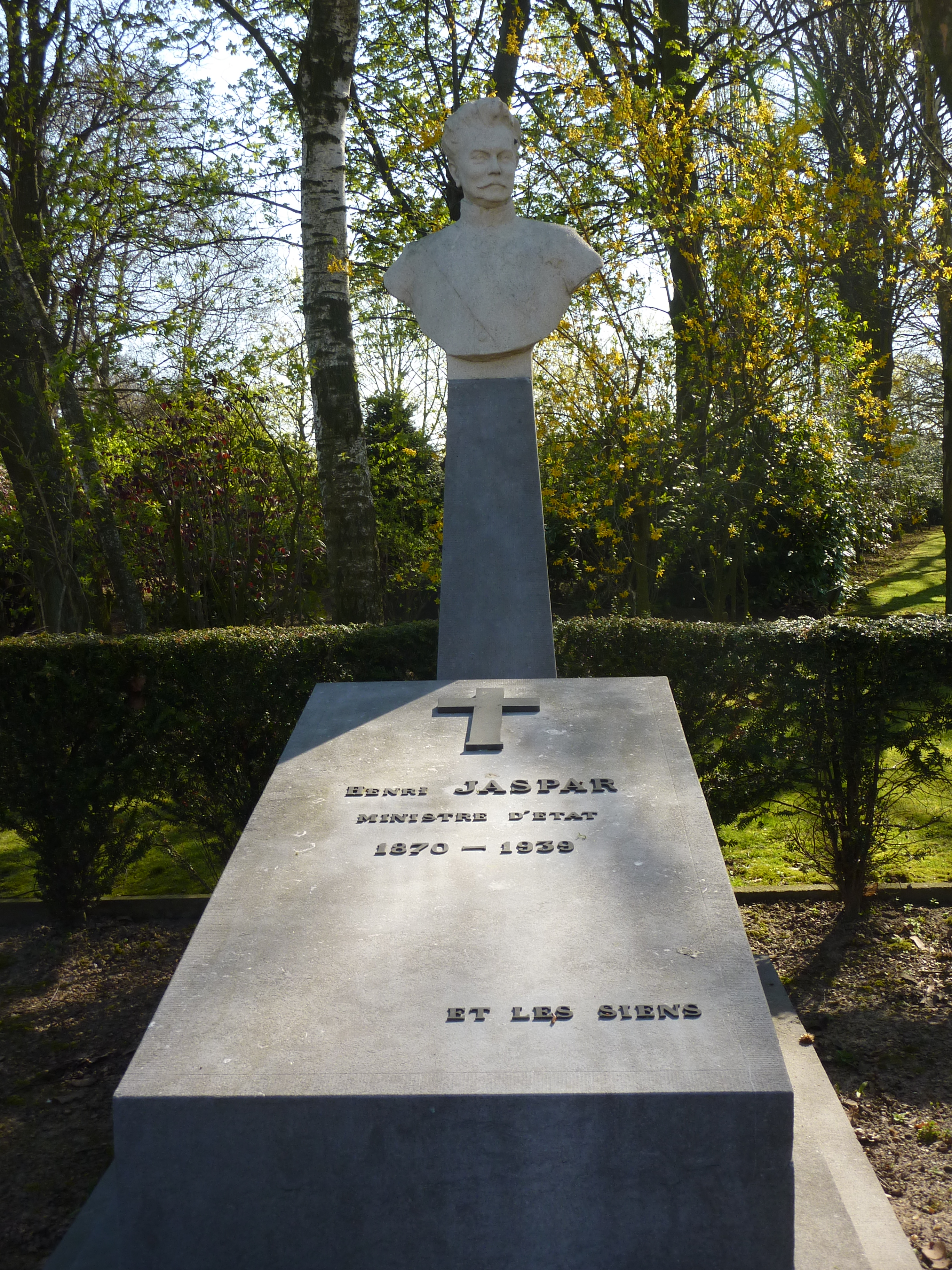
Túmulo de Henri Jaspar